# Guncrazy
Guncrazy (Alternativtitel: Gun Crazy – Junge Killer; Originaltitel: Guncrazy) ist ein US-amerikanischer Thriller von Tamra Davis aus dem Jahr 1992 mit Drew Barrymore und James LeGros in den Hauptrollen.

## Handlung
Die sechzehnjährige Anita Minteer und ihre drogenabhängige Mutter leben in einem Wohnmobil. Der Freund der Mutter Anitas trinkt zu viel Alkohol und belästigt das Mädchen. Anita gilt in ihrer Schule als Außenseiterin, hat aber dennoch zahlreiche Liebschaften.
Einer der Lehrer gibt Anita und den anderen Jugendlichen ihrer Klasse die Aufgabe Brieffreunde zu finden, indem sie die Kleinanzeigen der Zeitung durchsuchen. Anita lernt auf diese Weise den inhaftierten Howard kennen, mit dem sie eine Brieffreundschaft führt. Howard schreibt ihr, dass er total in Waffen verliebt ist, und so beginnt Anita, sich ebenfalls für Schusswaffen zu interessieren. Sie bittet ihren Stiefvater, ihr das Schießen beizubringen. Als er sie eines Tages erneut belästigt, tötet Anita ihn mit einer Pistole und versteckt die Leiche hinter dem Wohnwagen. Noch am selben Tag wird Howard auf Bewährung aus dem Gefängnis entlassen, weil Anita den exzentrischen Ortsprediger gebeten hatte, für ihn zu bürgen. Hank tat dies und vermittelt Howard auch einen Job. Als er Anita und Howard bei Intimitäten ertappt, besteht er darauf, dass sie heiraten. Kurz darauf verrät sie Howard ihr schreckliches Geheimnis und als er ihr dabei hilft die Leiche im Hochofen der örtlichen Müllkippe zu „entsorgen“, wird Anita wird von zwei ihre Mitschüler bemerkt und belästigt. Howard tötet versehentlich einen, woraufhin er auch den zweiten auch töten „muss“.
Am nächsten Tag muss Hank, der noch immer die Bürgschaft über Howard hat, aufgrund eines Schlangenbisses ins Krankenhaus und der Bewährungshelfer will Howard wieder zurück ins Gefängnis schicken. Als ein Polizist Howard festnehmen will, erschießt Anita ihn. Sie nehmen den Bewährungshelfer als Geisel, stehlen ein Auto und fahren in die Wüste. Anita bittet Howard, Kincaid zu verschonen, da er der Vater ihrer besten Freundin wäre. Howard und Anita lassen Kincaid zurück und ziehen allein weiter. Da sie kein Geld dabei haben, überfallen sie eine Kneipe und wollen den Gästen das Geld abnehmen, aber Anita tun die Leute leid, die für ihren geringen Monatslohn hart arbeiten mussten und nichts mehr für ihre Familie haben, wenn sie es ihnen jetzt wegnimmt. So ziehen sie weiter und versorgen sich mit dem nötigsten in einer Raststätte – ohne zu bezahlen. Da Anita Sehnsucht nach ihrer Mutter hat, die inzwischen nach Fresno weitergezogen sein soll, will sie zu ihr fahren, aber sie können sie nicht finden. In der Stadt legen sie sich mit dem Mitarbeiter eines Abschleppdienstes an, weil sie ihr Auto ohne Ticket gepackt hatten und auch mit einem Mann, der behauptet Anitas Mutter schulde ihm 1500 Doller. Als er meint, sie könne die Schulden gern bei ihm abarbeiten, versetzt Howard ihm eine Tracht Prügel. Auf dem Rückweg brechen in ein Haus ein, plündert Kühl- und Kleiderschrank, dinieren in romantischem Ambiente und verbringen dort die Nacht. Anita nutzt das Telefon, um einfach mal so Bekannten anzurufen. Howard sieht fern und bemerkt dadurch, dass über sie im TV berichtet wird. Er überlegt weiter nach Süden zu fahren, vielleicht sogar bis Südamerika.
Doch am nächsten Morgen wird das Haus von der Polizei gestürmt und im Schusswechsel wird Howard getötet. Kincaid, der von der Polizei über den Aufenthaltsort des Paares informiert wurde, fährt umgehend dorthin und trifft Anita weinend über Howards Leiche gebeugt. Als er sich nähert, sagt sie, dass „Howard sie dazu gebracht hätte“.

## Hintergrund
Guncrazy war das Regiedebüt von Tamra Davis und wurde von Gun Crazy aus dem Jahr 1950 inspiriert, ist aber kein Remake. Der Film wurde in 23 Tagen in Kalifornien gedreht. Seine Produktionskosten betrugen schätzungsweise ca. 800 Tsd. US-Dollar. Die Weltpremiere erfolgte am 11. September 1992 auf dem Toronto Film Festival. Der Film spielte in den Kinos der USA ca. 114,5 Tsd. US-Dollar ein.

## Kritiken
Kino.de wertete: „Eine ungewöhnliche Outlaw-Story erzählt Regisseurin Tamra Davis in dem modernen Remake des Crime-Klassikers ‚Gun Crazy‘ von Joseph H. Lewis, der hier zum Ausbruchsversuch zweier mißverstandener Jugendlicher wird. […] Daß der Film stärker auf Charakterisierung und weniger auf Action setzt, erfordert aufgeschlossene Zuschauer. Ihre Geduld wird belohnt mit einem atmosphärisch dichten [und] spannenden Teenagerdrama.“
Der deutsche Filmdienst meinte: „Eigentlich wollen […][zwei junge Menschen] nichts anderes als ein glückliches, normales Leben führen.“ Doch „stiften sie […] nur blutiges Unheil, was sie stets ihren Lebensumständen anlasten. Der stark moralisierende Film zeichnet seine Figuren als dumpfe Asoziale, die zu Recht dem Untergang geweiht sind. Die Schauspieler verstecken sich hinter ambitionierter, aber unergiebiger Fotografie und Regie.“
James Berardinelli schrieb auf ReelViews, der Film sei kein Remake des gleichnamigen Films von Joseph H. Lewis aus dem Jahr 1949, sondern seine „Reinterpretation“. Die Charaktere und die Beziehungen zwischen denen seien „modernisiert“. Der Film sei im Grunde eine „Liebesgeschichte“, gehöre jedoch nicht zu jenen „netten“, „romantischen“ Filmen, bei den das Publikum sicher sein könne, dass alles gut ausgehe. Die größte Schwäche des Films sei seine Tendenz zur „Selbstironie“. Berardinelli lobte die Darstellung von Drew Barrymore.
TV Guide gab dem Film drei von fünf Sternen und meinte: Man „könnte ‚Guncrazy‘ schnell als 90er-Version von Bonnie und Clyde (1967) positionieren, und sein Titel soll sicherlich an den Klassiker Gun Crazy von Joseph H. Lewis aus dem Jahr 1949 erinnern. Aber dieser Film ist keineswegs so dreist, verblüffend oder ikonoklastisch wie beide.“ TV Guide schrieb weiter: „Trotz der Handlungen und Umstände ihres Charakters lässt Barrymore das Publikum auf brillante Weise glauben, dass Anita mit ihrem arglosen, gewinnenden Lächeln und ihrer munteren Gutherzigkeit kein verdorbener Charakter ist.“
Cinema wurteilte: „Hart und fesselnd bis zum bitteren Ende“

## Auszeichnungen
Drew Barrymore gewann im Jahr 1993 einen Preis des Festival Internazionale del Giallo e del Mistero di Cattolica, Tamra Davis wurde für einen Preis des Festivals nominiert. Drew Barrymore wurde 1993 für den Golden Globe Award nominiert.